# Angela Buttiglione
Angela Buttiglione (Gallipoli, 23 ottobre 1945) è una giornalista italiana attiva in Rai dal 1969 al 2009.
Ha condotto per venticinque anni il TG1, per poi ricoprire diverse cariche all'interno della televisione di Stato dal 1994 al 2009.

## Biografia
Sorella del politico ed ex ministro Rocco Buttiglione, si è laureata in letteratura italiana a Torino ed è entrata in Rai, con un concorso, nel 1969, entrando nella redazione del telegiornale, seconda donna in Italia dopo Bianca Maria Piccinino.
Ha condotto il TG1 per venticinque anni, talvolta anche in coppia con altri giornalisti come Vittorio Citterich, fino al 1994. In quell'anno, ha lasciato la redazione giornalistica per occuparsi dei programmi Rai per l'estero e ha presentato la rubrica A grandi cifre, trasmissione in sette puntate dedicata al mondo dell'economia andata in onda su Rai 1 in tarda sera. Nel corso degli anni ottanta e anni novanta ha anche condotto alcuni programmi trasmessi da Rai Radio.
Nel 1996 le è stata affidata la direzione di Rai Parlamento, la testata che gestisce gli spazi dedicati alle Tribune Politiche e TG Parlamento, mentre nel 2002 il consiglio d'amministrazione Rai le ha affidato la direzione della TGR. È stata direttrice generale di Rai Corporation, società chiusa ad aprile 2012.

### Controversie
Per la buonuscita di 935 000 euro ottenuta nel 2009 dalla Buttiglione, che sarebbe comunque andata in pensione l'anno successivo, il direttore generale della Rai Mauro Masi è stato accusato dalla Corte dei Conti di danno erariale.